# Maria Domingas Alves

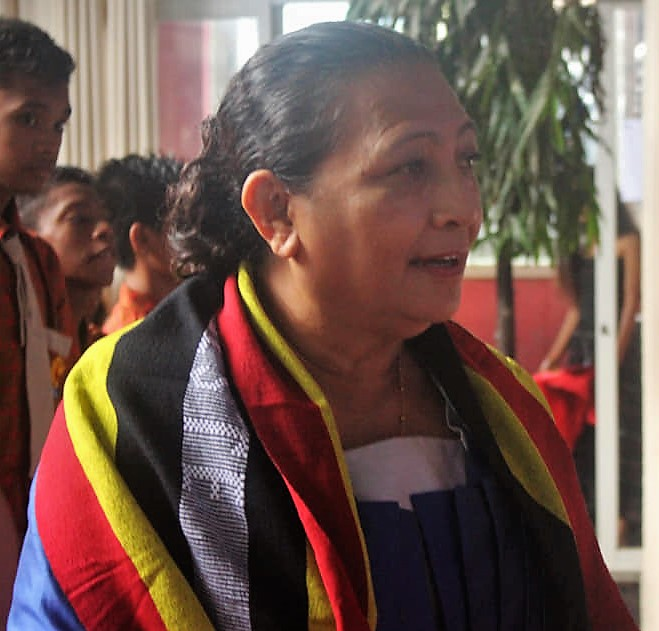
Maria Domingas Alves (2019)

Maria Mana Micató Domingas Alves Fernandes (* 28. November 1959 in Laclo, Manatuto, Portugiesisch-Timor), Kampfnamen Beta Mau und Mikato, ist eine Beamtin und parteilose Politikerin aus Osttimor. Von 2007 bis 2012 war sie Ministerin für soziale Solidarität. Sie stammt aus der Gemeinde Manatuto. Ihr Mann, Jacinto Alves war Mitglied der Empfangs-, Wahrheits- und Versöhnungskommission von Osttimor (CAVR).

## Werdegang

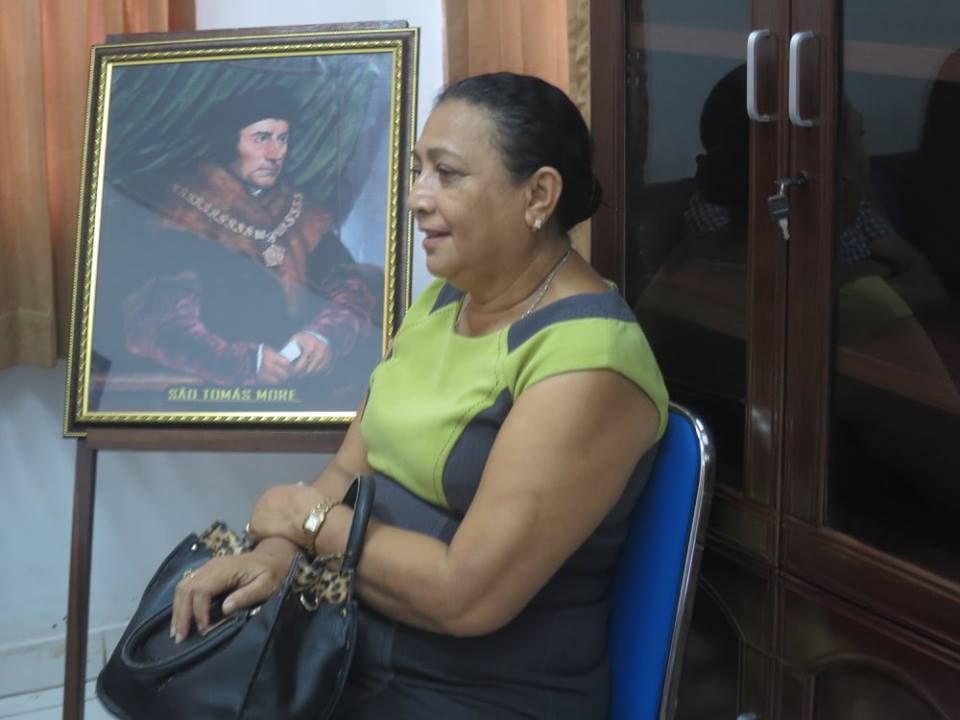
Maria Domingas Alves (2017)

Während der indonesischen Besetzung Osttimors (1975–1999) war Domingas eine der führenden weiblichen Köpfe der Widerstandsbewegung. Als eines ihrer Kinder aufgrund einer medizinischen Fehlbehandlung durch die indonesische Behandlung starb, der hunderte andere Kinder ebenfalls zum Opfer fielen, informierte Domingas mit ihrem Ehemann zusammen internationale Organisationen über die Vorkommnisse. Ihr Mann wurde verhaftet, während Domingas weiter gegen die indonesische Besatzung arbeitete und vor allem gegen den Missbrauch, unter dem viele Frauen litten. Gleichzeitig musste sie ihre Kinder weiter versorgen. Domingas arbeitete als Beamtin der indonesischen Behörde für Industrie und Handel, während sie parallel die Frauenorganisation der Widerstandsbewegung FRETILIN mitbegründete, die Organização Popular de Mulheres Timorense (OPMT).
1994 wurde Domingas von indonesischen Soldaten verhaftet und bedroht. Nach ihrer Freilassung gründete sie die Frauenrechtsorganisation Fokupers und warb für die Unabhängigkeit im Vorfeld des Unabhängigkeitsreferendums in Osttimor 1999. Als pro-indonesische Milizen und das Militär eine letzte Gewaltwelle gegen die Unabhängigkeitsbefürworter auslösten, musste Domingas mit ihrer Familie in die Berge fliehen. Nachdem die internationale Eingreiftruppe INTERFET wieder für Ruhe und Ordnung gesorgt hatte und die Vereinten Nationen die Verwaltung Osttimors übernommen hatte, kehrte Domingas mit den anderen Flüchtlingen in die verwüstete Landeshauptstadt Dili zurück.
2000 organisierte Domingas den ersten Nationalen Frauenkongress. In der Übergangsregierung unter der UNTAET wurde Domingas am 30. September 2001 Beraterin für die Gleichstellung der Geschlechter. 2001 trat Domingas bei den ersten Parlamentswahlen als unabhängige Kandidatin an, kam aber nicht in das Nationalparlament Osttimors. Stattdessen wurde sie Direktor des Büros für Gleichberechtigung und Beraterin des Premierministers. 2005 wurde Domingas für den Friedensnobelpreis vorgeschlagen. Von 2005 bis 2007 war Alves vom Parlament gewähltes Mitglied des Staatsrats.
Vom 8. August 2007 bis zum 8. August 2012 war Domingas Ministerin für soziale Solidarität im Kabinett Xanana Gusmãos. 2012 war sie zunächst in der neuen Regierung für das Verteidigungsministerium war vorgesehen, doch hat Präsident Taur Matan Ruak, der früher militärischer Oberkommandierender der Armee war, sich nach Presseberichten gegen Domingas ausgesprochen, weswegen stattdessen Cirilo Cristóvão zum Verteidigungsminister vereidigt werden sollte. Eine Rückkehr auf ihren alten Ministerposten lehnte Domingas angeblich aufgrund der „Beleidigung“ ab. Am 23. Oktober 2012 wurde schließlich Premierminister Xanana Gusmão selbst zum Verteidigungsminister vereidigt.
Vom 29. Mai 2015 bis zum 28. Mai 2020 war Alves Kommissarin der Comissão da Função Pública (CFP) und wurde ab dem 22. November 2023 von der IX. Regierung erneut als Kommissarin entsandt, blieb es aber nur bis 2024, als Anita Tavares Ribeiro de Jesus sie ablöste. Zudem wurde Alves im September 2023 von Präsident José Ramos-Horta zu einem Mitglied der Staatsrats ernannt.
Alves ist Präsidentin der Special Olympics Timor-Leste.

## Ehrungen
2012 erhielt Alves den Ordem de Timor-Leste.